# François Ozon
François Ozon (Parijs, 15 november 1967) is een Frans filmregisseur en scenarioschrijver.
Hij wordt beschouwd als een van de belangrijkste Franse filmmakers van de moderne tijd. Zijn films worden gekenmerkt door esthetische schoonheid, scherpe satirische humor en een openhartige kijk op de menselijke seksualiteit. Terugkerende thema's in zijn films zijn vriendschap, seksuele identiteit, andere percepties van de werkelijkheid, vergankelijkheid en dood.

## Biografie
Na een mastergraad te hebben behaald in film volgde hij een studie regisseren aan de Franse filmschool La Fémis, waar hij in 1993 afstudeerde. Tijdens zijn studie maakte hij een groot aantal korte films, zowel in Super 8, video als 16 mm. Enkele hiervan deden in competitie mee bij verscheidene filmfestivals.
Na zijn studie maakte hij nog verscheidene korte films, waaronder Une robe d'été uit 1996, waarvoor hij de Léopard de Demain Prijs won op het Internationaal Filmfestival van Locarno. Zijn eerste lange speelfilm, Sitcom uit 1998, ging in première op het Filmfestival van Cannes. In 2000 kwamen twee films van hem uit, Gouttes d'eau sur pierres brûlantes, een bewerking van een vroeg toneelstuk van Rainer Werner Fassbinder, en Sous le sable met Charlotte Rampling. De laatste film werd genomineerd voor drie Césars, voor beste actrice, beste film en beste regisseur.
Ozon brak in 2002 internationaal door met 8 femmes, een kruising tussen een moordmystery en een Hollywoodmusical waarin enkelen van de belangrijkste Franse actrices speelden, onder wie Danielle Darrieux, Catherine Deneuve, Isabelle Huppert, Emmanuelle Béart en Fanny Ardant. Ook zijn volgende film, Swimming Pool (2003) met Charlotte Rampling en Ludivine Sagnier in de hoofdrollen, was een internationaal succes.

## Homoseksuele thema's en personages
Ozon, die zelf openlijk homoseksueel is, laat dikwijls homoseksuele personen in zijn films optreden.
- Une robe d'été: een jonge homoseksuele man verbetert zijn relatie met zijn vriendje, na een korte ontmoeting met een vrouw en hoe een zomerjurk zijn seksuele verlangens wijzigt.
- Scènes de lit: over een lesbisch en een homoseksueel koppel.
- La petite mort: de relatie van een homoseksuele man met zijn vader.
- Sitcom: in deze komedie zijn talrijke lesbische en homoseksuele verwijzingen merkbaar. De zoon van het gezin, openbaart zich als homoseksueel, doet mee aan seksuele orgieën en begint een affaire met de echtgenoot van de meid, een sportleraar. De meid ontdekt op haar beurt dat ze lesbisch is en lijkt een verhouding te hebben met de moeder, die getracht heeft de homoseksualitiet van haar zoon te genezen door met hem te slapen, uiteraard zonder succes.
- Les amants criminels: het mannelijk hoofdpersonage is een verborgen homoseksueel; hij doodt het (mannelijke) voorwerp van zijn verlangen uit jaloezie en geniet van de relatie met een wildeman die hem en zijn vriendin ontvoerd heeft.
- Gouttes d'eau sur pierres brûlantes: de twee mannelijke personages, Leopold en Franz, zijn minnaars - ze zijn homoseksueel of biseksueel, terwijl Véra, een vroeger vriendje van Leopold, nu M2F-transseksueel is.
- 8 femmes: twee vrouwen zijn lesbisch en een andere is biseksueel; de meid is tweeslachtig tegenover haar vrouwelijke baas, alhoewel zij de minnares is van haar mannelijke baas. In de film is ook een lesbische kus te zien tussen Catherine Deneuve en Fanny Ardant. In Frankrijk is het een homoseksuele cultfilm.
- Swimming Pool: er is een onderliggende seksuele spanning tussen de personages van Ludivine Sagnier en Charlotte Rampling.
- 5x2: het homoseksuele koppel is de enige constante, terwijl het heteroseksuele koppel scheidt.
- Le temps qui reste: gaat over het levenseinde van een homoseksuele man die sterft aan kanker.

## Filmografie
- La Petite Mort (1995)
- Une robe d'été (1996)
- Sitcom (1998)
- Scènes de lit (1998)
- Les Amants criminels (1999)
- Gouttes d'eau sur pierres brûlantes (2000)
- Sous le sable (2000)
- 8 femmes (2002)
- Swimming Pool (2003)
- 5x2 (2004)
- Le Temps qui reste (2005)
- Angel (2007)
- Ricky (2009)
- Le refuge (2009)
- Potiche (2010)
- Dans la maison (2012)
- Jeune et Jolie (2013)
- Une nouvelle amie (2014)
- Frantz (2016)
- L'Amant double (2017)
- Grâce à Dieu (2019)
- Été 85 (2020)
- Tout s'est bien passé (2021)
- Peter von Kant (2022)
- Mon crime (2023)
- Quand vient l'automne (2024)